# Jasey-Jay Anderson
Jasey-Jay Anderson (Val-Morin, Quebec, 13 de abril de 1975) é um snowboarder canadense. Anderson foi medalhista de ouro do slalom gigante paralelo nos Jogos Olímpicos de Inverno de 2010 em Vancouver.